# Penghu-Inseln
Die Penghu-Inseln (chinesisch 澎湖群島 / 澎湖群岛, Pinyin Pénghú Qúndǎo, W.-G. P'eng-hu Ch'ün-tao, Zhuyin ㄆㄥˊ ㄏㄨˊ ㄑㄩㄣˊ ㄉㄠˇ) sind eine Inselgruppe in der Straße von Taiwan. Sie werden häufig auch Pescadores oder Pescadoren genannt, wobei sich dieser Name vom portugiesischen Wort für „Fischer“ (pescador) ableitet. Der Insel-Archipel bildet eine Verwaltungseinheit der Republik China, den Landkreis Penghu (澎湖縣).
Die etwa 90 Inseln der Gruppe liegen 50 km von der Westküste Taiwans und 130 km von der Küste der chinesischen Provinz Fujian entfernt. Die Inseln haben eine dichte, städtische Besiedelung von durchschnittlich etwa 835 Einwohner pro km². (Stand 2020)

## Geographie
Der Penghu-Inselarchipel besteht nach einer Untersuchung der Nationaluniversität Kaohsiung für angewandte Naturwissenschaft und Technologie aus dem Dezember 2005 aus 90 Inseln von sehr unterschiedlicher Größe. Bei Ebbe sind mehr als 100 Inseln sichtbar. Die Inselgruppe dehnt sich etwa 60 Kilometer in Nord-Süd-Richtung und etwa 40 Kilometer in West-Ost-Richtung aus. Die Küstenlinien der Inseln sind außerordentlich zerklüftet und durch die Erosion geformt worden. Ihre Gesamtlänge wird mit etwa 449 Kilometern angegeben. Neben Felsküsten gibt es Buchten, Plateaus, Kliffs, Sandstrände, u. a. Die Inseln sind sehr flach. Der höchste Punkt liegt mit 83 Metern auf der kleinen Insel Damao Yu (大貓嶼 – „Große Katzeninsel“) und die Höhe der Inseln nimmt ab, je weiter man nach Norden gelangt (64 m Qimei, 54 m Wang’an, 56 m Magong, 24 m Baisha, 18 m Jibei, 14 m Mudou). Quer durch die Inselgruppe verläuft der Wendekreis des Krebses.
Von den 90 Inseln sind 19 dauerhaft bewohnt und 71 unbewohnt.

## Geschichte

### Frühe Geschichte
Penghu wurde zuerst im Jahr 1171 in inoffiziellen Geschichtswerken und Regionalberichten der Südlichen Song-Dynastie erwähnt. Unter Kublai Khan, der als Kaiser Shizu der Yuan-Dynastie herrschte, wurde Penghu im Jahr 1281 offiziell der Inspektion Tong’ans in der Provinz Fujian unterstellt, womit die Inselgruppe formell in das Chinesische Kaiserreich eingegliedert wurde. Während der Herrschaftszeit von Kaiser Hongwu der Ming-Dynastie (1368 bis 1398) wurde die Südostküste Chinas viele Jahre lang von japanischen und anderen Piraten heimgesucht. Die kaiserliche Regierung konnte der Piratenplage nicht Herr werden, und so wurde auf Veranlassung des Generals Tang He die Kontrolle über die Penghu-Inseln wieder aufgegeben. Die Bewohner der Inseln wurden auf das chinesische Festland umgesiedelt. Für etwa 250 Jahre wurden die Inseln zu einem Stützpunkt und Rückzugsgebiet für Piraten, die das Südchinesische Meer unsicher machten. Wiederholt wurden Militärexpeditionen vom chinesischen Festland aus auf die Inseln durchgeführt, aber ohne dauerhaften Erfolg.

### Niederländer auf Penghu und Taiwan
Am 12. Juli 1604 landeten drei Schiffe der Niederländischen Ostindien-Kompanie unter dem Befehl von Vizeadmiral Wybrand van Warwijck auf Penghu und richteten einen Stützpunkt ein. Ziel der Niederländer war es, mit dem Ming-Kaiserreich in Handelsbeziehungen zu treten und die portugiesische und spanische Konkurrenz auszuschalten. Nach Verhandlungen mit den Ming-Behörden, die mit einer Militäraktion drohten, zogen die Niederländer wieder ab.
Am 10. Juli 1622 landete erneut eine kleine niederländische Flottille unter Admiral Cornelis Reijersen auf Penghu und begann im August 1622 mit dem Aufbau eines befestigten Stützpunkts. Die Ming-Behörden forderten Reijersen auf, Penghu wieder zu verlassen und boten ihm als Ersatz für einen Handelsstützpunkt Tamsui auf Taiwan an, das außerhalb des Ming-Jurisdiktionsbereich lag. Reijersen hatte jedoch bereits zuvor die Küste Taiwans befahren und keinen geeigneten Hafenplatz gefunden. Daher lehnte er das Angebot ab.
Die Niederländer betätigten sich in der Folgezeit als Piraten, auch um die eigene Versorgung sicherzustellen, und plünderten am 18. Oktober 1622 den Hafen von Zhangzhou an der Küste Fujians. Nan Juyi (南居益), der seit August 1623 amtierende neue Gouverneur Fujians, begann mit der Vorbereitung einer Flotteninvasion Penghus zur Vertreibung der Niederländer. Reijersen ersuchte bei der Ostindien-Kompanie um Ablösung von seinem Kommando und am 1. August 1625 traf sein Nachfolger Martinus Sonck in Penghu ein. Schließlich einigte man sich unter Vermittlung des Piraten Li Dan (李旦) auf einen Abzug der Niederländer, die auf Taiwan in Taiovan (heute Anping (Tainan)) einen neuen Stützpunkt errichteten. Dies markierte den Beginn der niederländischen Kolonialherrschaft in Taiwan.
Nach dem Untergang der Ming-Dynastie und deren Ablösung durch die Mandschu (Qing) setzte sich der Pirat und Abenteurer Zheng Chenggong (Koxinga) auf Penghu fest und vertrieb später auch die Niederländer aus Taiwan. Nach seinem Tod 1662 hatte das von ihm begründete Königreich Tungning nur noch wenige Jahre Bestand und 1683 fielen Penghu und Taiwan an das chinesische Kaiserreich der Qing-Dynastie.

### Ab dem 19. Jahrhundert
Mit dem zunehmenden Machtverfall Chinas im 19. Jahrhundert gingen nach dem Japanisch-Chinesischen Krieg von 1895 im Vertrag von Shimonoseki Penghu und Taiwan an das Japanische Kaiserreich verloren.
Während des Zweiten Weltkrieges drückten die miteinander verbündeten Vereinigten Staaten, das Vereinigte Königreich und die Republik China in der Kairoer Erklärung 1943 ihren Willen aus, alle von Japan eroberten Territorien Chinas an die Republik zurückzugeben. In der Potsdamer Erklärung vom 26. Juli 1945 wurden diese Forderungen wiederholt. Nach dem Rückzug der Japaner im Oktober 1945 übernahm die Republik China die Kontrolle über die Inseln und am 22. Januar 1946 nahm die neu eingerichtete Landkreisverwaltung von Penghu ihre Arbeit auf. Im auf die Kapitulation Japans folgenden Friedensvertrag von San Francisco gab Japan 1951 seine Ansprüche auf Taiwan und die Penghu-Inseln auch formell auf. Da Japan damals die nach Taiwan geflüchtete nationalchinesische Regierung unter Chiang Kai-shek als legitime Regierung Chinas anerkannte, ging die Kontrolle über Penghu auf letztere über. Dies wurde von der Volksrepublik China nicht anerkannt, die bis heute ganz Taiwan einschließlich Pengu als „abtrünnige Provinz“ und rechtmäßigen Teil ihres Staatsgebiets betrachtet.

## Verwaltungsgliederung und Bevölkerung
Der Landkreis ist in eine Stadt (Magong; 市,  Shì) und 5 Landgemeinden (鄉,  Xiāng) eingeteilt. Die Stadt ist in Stadtteile (里,  Lǐ) und die Landgemeinden sind in Dörfer (村,  Cūn) unterteilt. Insgesamt gibt es 96 Dörfer oder Stadtteile auf den Inseln. Die unterste Verwaltungsebene bilden die Nachbarschaften (鄰,  Lín).
| Gemeinde         | Chinesisch | Fläche (km²) | Stadtteile (里, Lǐ) Dörfer (村, Cūn) | Nachbarschaften (鄰, Lín) | Einwohner (2022) | Bev.dichte (Ew./km²) | PLZ |
| ---------------- | ---------- | ------------ | ------------------------------------ | ------------------------- | ---------------- | -------------------- | --- |
| Magong           | 馬公市     | 033,9918     | 33                                   | 0.627                     | 063.657          | 1.860                | 880 |
| Huxi             | 湖西鄉     | 033,3008     | 22                                   | 0.238                     | 015.820          | 0.457                | 885 |
| Baisha           | 白沙鄉     | 020,0875     | 15                                   | 0.179                     | 010.047          | 0.493                | 884 |
| Xiyu             | 西嶼鄉     | 018,7148     | 11                                   | 0.167                     | 08.341           | 0.446                | 881 |
| Wang’an          | 望安鄉     | 013,7824     | 09                                   | 0.131                     | 05.448           | 0.390                | 882 |
| Qimei            | 七美鄉     | 06,9868      | 06                                   | 0.061                     | 03.910           | 0.556                | 883 |
| Landkreis Penghu | 澎湖縣     | 126,8641     | 96                                   | 1.403                     | 107.223          | 0.835                | –   |

Gliederung des Landkreises

Quelle: Landkreis Penghu, Abteilung für Buchhaltung und Statistik – 澎湖縣, 主計處

## Klima
Das Klima wird stark vom Monsun beeinflusst (im Sommer vom Südwestmonsun, im Winter vom Nordostmonsun). Vor allem der Nordostmonsun bringt von Oktober bis März häufig starke Winde. Die Jahresmitteltemperatur liegt bei etwa 23,5 °C mit niedrigsten Werten im Januar (um 15,4 °C) und höchsten im Juli (um 26,6 °C). Die Temperaturen werden durch den umliegenden Ozean moderiert. Aufgrund der verhältnismäßig wenig dichten Vegetation heizen sich die Inseln im Sommer trotz des dann vorherrschenden Südwestwindes oft erheblich auf. Im Winter ist die gefühlte Temperatur aufgrund eines starken Nordostwindes häufig niedriger als die gemessene. Der Jahresniederschlag liegt bei etwas über 1000 mm, wovon 800 mm zwischen April und September in der Monsunzeit fallen. Auf den Inseln besteht daher im Winter ein relativer Wassermangel. Jeden Tag gibt es zwei Tidenhübe (Ebbe und Flut).
|                        | Jan  | Feb  | Mär  | Apr  | Mai   | Jun   | Jul   | Aug  | Sep   | Okt  | Nov  | Dez  |   |         |
| Mittl. Temperatur (°C) | 16,9 | 17,1 | 19,5 | 23   | 25,7  | 27,6  | 28,7  | 28,6 | 27,8  | 25,4 | 22,4 | 18,9 | ⌀ | 23,5    |
| Mittl. Tagesmax. (°C)  | 19,3 | 19,6 | 22,4 | 26   | 28,8  | 30,6  | 32    | 31,8 | 30,7  | 28,1 | 24,8 | 21,1 | ⌀ | 26,3    |
| Mittl. Tagesmin. (°C)  | 15,4 | 15,4 | 17,4 | 20,9 | 23,7  | 25,6  | 26,6  | 26,5 | 25,9  | 23,9 | 20,9 | 17,4 | ⌀ | 21,7    |
|                        |      |      |      |      |       |       |       |      |       |      |      |      |   |         |
| Niederschlag (mm)      | 17,5 | 50,7 | 59,5 | 88,3 | 118,3 | 153,9 | 157,7 | 181  | 112,7 | 28,4 | 21,2 | 24,2 | Σ | 1.013,4 |
|                        |      |      |      |      |       |       |       |      |       |      |      |      |   |         |
| Sonnenstunden (h/d)    | 3,6  | 3,4  | 4    | 5    | 5,8   | 6,7   | 8,5   | 7,8  | 7,1   | 6,1  | 4,6  | 4    | ⌀ | 5,6     |
|                        |      |      |      |      |       |       |       |      |       |      |      |      |   |         |
| Regentage (d)          | 5    | 7,2  | 8,9  | 9,4  | 9,7   | 10,1  | 7,7   | 8,8  | 6,8   | 2,2  | 3,6  | 4,1  | Σ | 83,5    |

| 15,4 |

| 15,4 |

| 17,4 |

| 20,9 |

| 23,7 |

| 25,6 |

| 26,6 |

| 26,5 |

| 25,9 |

| 23,9 |

| 20,9 |

| 17,4 |

| 15,4 |

| 15,4 |

| 17,4 |

| 20,9 |

| 23,7 |

| 25,6 |

| 26,6 |

| 26,5 |

| 25,9 |

| 23,9 |

| 20,9 |

| 17,4 |

## Fauna und Flora
Aufgrund der spezifischen klimatischen und naturgeografischen Bedingungen hat sich eine besondere Fauna und Flora herausgebildet, die sich von der Taiwans oder des chinesischen Festlandes unterscheidet. Beispielsweise ist die Bodendicke auf den Inseln relativ dünn, so dass der Boden wenig Wasser speichern kann. Die Pflanzenwelt ist den regelmäßig auftretenden Taifunen und starken Winden mit salzhaltigem Niederschlag ausgesetzt. Es dominieren daher eher kleinwüchsige, gestrüppartige Pflanzenarten oder Schlingpflanzen mit dicken, lederartigen, wasserspeichernden Blättern. Eine verbreitete Blütenpflanze ist Gaillardia pluchella. Ortstypische Pflanzen sind die Prunkwinde Ipomoea imperati, Pentacoelium bontioides, Scaevola hainanensis, Senna sophera, Glycine taacina, Justicia cilata und Sida veronicaefolia.
Traditionell errichteten die Bauern auf Penghu Feldsteinmauern, um empfindliche Feldfrüchte (Obst und Gemüse) vor Wind und Erosion zu schützen. Die Verwaltung Penghus ist bestrebt, durch das Anpflanzen von Bäumen einen gewissen Wind- und Erosionsschutz zu erreichen. Der häufigste große Baum ist Ficus subg. Urostigma, ein Feigenbaum, und zu den angepflanzten Baumarten gehören Schachtelhalmblättrige Kasuarine, Neuguinea-Araukarie und der Indische Korallenbaum. An einigen Stellen existiert eine Mangrovenvegetation.
In den Meeresgebieten um Penghu gibt es verschiedene Arten von Korallen und die Gewässer sind sehr fischreich mit mindestens 700 Arten aus 145 Familien. Die häufigsten küstennahen Fischarten sind Zackenbarsche. Außerdem finden sich Pantherfisch und Plectropomus leopardus. Grüne Meeresschildkröten sind hier heimisch, ebenso wie verschiedene Delphinarten (Ostpazifischer Delfin, Indopazifischer Großer Tümmler).
Die Vogelwelt ist sehr artenreich, da der Penghu-Archipel eine Zwischenstation auf der Zugroute ostasiatischer Zugvögel bildet. Mehrere Hundert Vogelarten wurden dokumentiert, wobei Zugvögel etwa 95 % ausmachen und nur etwa 5 % dauerhaft ortsansässig sind. Die Zugvogelzeit dauert von April bis Mai und September bis Oktober.

## Verkehrsverbindungen

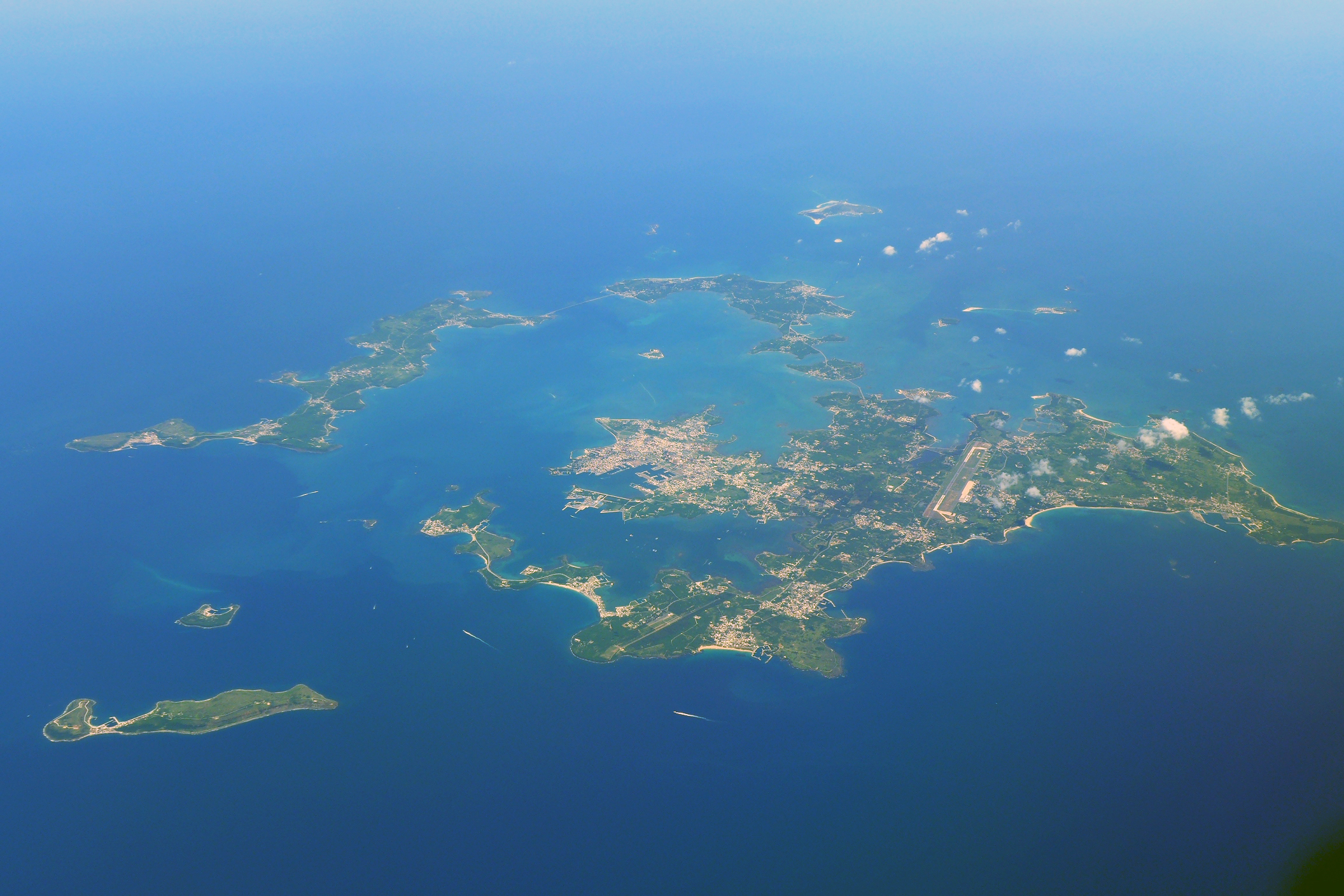
Luftbild der Hauptinseln aus Richtung Südosten

Penghu verfügt über drei Flughäfen, die jeweils nach den Inseln benannt sind, auf denen sie sich befinden: Magong, Qimei und Wang’an. Der bei weitem größte der drei ist der Flughafen Magong, während die Flughäfen Qimei und Wang’an hauptsächlich Zubringerfunktion haben. Es gibt zwei größere Häfen, Magong und Longmen-Jianshan, die zusammengenommen international als Port of Penghu fungieren. Ersterer dient dabei vorwiegend als Passagierhafen, letzterer als Frachtguthafen. Vom Hafen von Magong gehen regelmäßige Fährverbindungen nach Kaohsiung, Tainan, zum Landkreis Chiayi und nach Kinmen.
Die Hauptinseln Magong/Huxi, Baisha und Xiyu sind über Brücken verbunden. Die Brücke zwischen Baisha und Xiyu ist mit 2494 m die längste Straßenbrücke in der Republik China.

## Symbole
Die Blume des Landkreises ist die „Kurzlebige Kokardenblume“ (Gaillardia pulchella) aus der Gattung der Kokardenblumen, die wörtlich „Chrysantheme der Unsterblichen“ (天人菊) genannt wird. Der Baum des Landkreises ist die Lorbeer-Feige (Ficus microcarpa, Chinese banyan), der Fisch des Landkreises ist der Bumerang-Wabenbarsch (Epinephelus quoyanus) und der Vogel des Landkreises ist die Orientfeldlerche (Alauda gulgula) in den beiden auf Penghu zu findenden Unterarten A. g. wattersi und A. g. coelivox.